# بيتر هايز (مغني)
بيتر هايز (بالإنجليزية: Peter Hayes)‏ هو مغني أمريكي، ولد في 11 فبراير 1976 في نيو يورك ميلز في الولايات المتحدة.

## وصلات خارجية
- بيتر هايز على موقع ميوزك برينز (الإنجليزية)
- بيتر هايز على موقع أول ميوزيك (الإنجليزية)
- بيتر هايز على موقع ديسكوغز (الإنجليزية)